# 權在珍
權在珍（韓語：권재진，1953年7月27日—2020年5月9日），大韩民国检察官，政治人物。前法务部长。

## 生平
1953年生于庆尚北道大邱。先后毕业于慶北高等學校、首尔大学法学院。1978年通过第20届全国司法考试。1983年开始在首尔地区检察机构工作，曾任大韩民国大检察厅公安部长。2007年11月至2009年1月，任大检察厅次长检事（最高检察院副检察长）。2009年1月至2009年7月，任首尔高等检察厅检事长。2009年9月至2011年8月，任李明博总统秘书室民政首席秘书。2011年8月至2013年3月，任法务部长。2020年5月9日因癌症逝世。